# Параг Агравал
Параг Агравал (народився 21 травня 1984 р.) — індійсько-американський технологічний директор і головний виконавчий директор (CEO) Twitter з листопада 2021 р. Агравал приєднався до Twitter як інженер-програміст у 2011 році і став технологічним директором у 2017 році. 29 листопада 2021 року Джек Дорсі оголосив, що йде у відставку з посади генерального директора Twitter і що Агравал замінить його негайно.

## Освіта
Агравал народився в Аджмері, Раджастан, Індія. Пізніше він переїхав до Мумбаї. Його батько був високопоставленим чиновником у Департаменті атомної енергії Індії, а мати — шкільна вчителька на пенсії. Навчався в ЦШ департаменту атомної енергії № 4. Він був однокласником співачки Шрея Гошала. Агравал виграв золоту медаль на Міжнародній олімпіаді з фізики 2001 року, що проходила в Туреччині. У 2000 році він отримав 77-е місце на Спільному вступному іспиті IIT. Агравал отримав ступінь бакалавра технічних наук. ступінь з інформатики та інженерії в IIT Bombay у 2005 році. Потім Агравал переїхав до Сполучених Штатів, щоб отримати ступінь доктора інформатики в Стенфордському університеті під керівництвом Дженніфер Відом.

## Кар'єра
Параг обіймав керівні посади в Microsoft Research і Yahoo! Research перед тим, як приєднатися до Twitter як інженер-програміст у 2011 році. У жовтні 2017 року Twitter оголосив про призначення Агравала головним технологічним директором після відходу Адама Массінгера. У грудні 2019 року генеральний директор Twitter Джек Дорсі оголосив, що Агравал буде відповідати за проект Bluesky, ініціативу з розробки децентралізованого протоколу соціальної мережі.
В інтерв'ю MIT Technology Review в листопаді 2020 року, коли його запитали про балансування захисту свободи слова як основної цінності та намагання по боротьбі з дезінформацією, Агравал сказав: «Наша роль полягає не в тому, щоб бути пов'язаними першою поправкою, а наша роль полягає в тому, щоб служити здоровій публічній розмові… Зосередьтеся менше на роздумах про свободу слова, а на тому, як змінилися часи». 29 листопада 2021 року генеральний директор Twitter Джек Дорсі оголосив, що йде у відставку з Twitter і що Агравал стане новим генеральним директором компанії. Після оголошення Агравал зіткнувся з критикою з боку консерваторів за твіт у 2010 році, у якому говорилося: «Якщо вони не збираються розрізняти мусульман та екстремістів, то чому я повинен відрізняти білих людей від расистів». Агравал стверджував, що цитував Аасіфа Мандві під час сюжету на The Daily Show.

## Особисте життя
Він одружений з Вінітою Агравал. Вона є генеральним партнером Andreessen Horowitz, фірми венчурного капіталу. У них один син.